# Erzgebirgsrundfahrt
L'Erzgebirgsrundfahrt est une course cycliste allemande disputée à travers les monts Métallifères et la Saxe. Créée en 1939,, cette épreuve se déroule habituellement au mois de septembre. Elle est actuellement organisée par une association sportive de Chemnitz. 
La course servait autrefois de préparation pour les sportifs de la République démocratique allemande, en vue des championnats du monde amateurs. Elle a notamment connu la victoire de Gustav-Adolf Schur, brillant lauréat de l'édition 1954, avec plus de cinq minutes d'avance sur ses poursuivants. D'autres cyclistes réputés comme Fabian Wegmann, Linus Gerdemann, Simon Geschke ou John Degenkolb s'y sont imposés dans les années 2000, avant de passer dans les rangs professionnels. 
Depuis 2015, la compétition figure au calendrier de la Rad-Bundesliga, qui regroupe les principales épreuves allemandes au niveau national. Elle accueille généralement plusieurs équipes continentales allemandes ainsi que divers clubs amateurs sur sa liste de départ. 

## Palmarès
| Année     | Vainqueur              | Deuxième                 | Troisième                |
| --------- | ---------------------- | ------------------------ | ------------------------ |
| 1939      | Karl Heide (de)        |                          |                          |
| 1940-1952 | Pas organisé           | Pas organisé             | Pas organisé             |
| 1953      | Horst Siegel (de)      | Willi Köhler             | Lothar Meister I (de)    |
| 1954      | Gustav-Adolf Schur     | Erich Schulz (de)        | Benno Funda (de)         |
| 1955      | Emil Reinecke          | Horst Tüller             | Wolfgang Grupe (de)      |
| 1956      | Lothar Meister II (de) | Helmut Stolper (de)      | Jürgen Wolf              |
| 1957      | Günter Lörke           | Heinz Zimmermann (de)    | Dieter Birke             |
| 1958      | Johannes Schober (de)  | Helmut Stolper (de)      | Manfred Weißleder (de)   |
| 1959      | Johannes Schober (de)  | Peter Härtel (de)        | Hans Witt                |
| 1960      | Helmut Stolper (de)    | Rüdiger Tanneberger (de) | Ferdinand Winkler        |
| 1961-1981 | Pas organisé           | Pas organisé             | Pas organisé             |
| 1982      | Thomas Barth           | Olaf Jentzsch            | Andreas Petermann        |
| 1983      | Wolfgang Lötzsch (de)  | Martin Goetze (de)       | Hans Matern (de)         |
| 1984      | Pas organisé           | Pas organisé             | Pas organisé             |
| 1985      | Wolfgang Lötzsch (de)  | Jürgen Trawny            | Frank Bauta              |
| 1986      | Wolfgang Lötzsch (de)  | Martin Goetze (de)       | Stephan Gottschling (de) |
| 1987      | Pas organisé           | Pas organisé             | Pas organisé             |
| 1988      | Lutz Lötzsch (de)      | Andreas Lux (de)         | Andreas Wartenberg (de)  |
| 1989      | Dirk Schiffner (de)    | Bert Dietz               | Thilo Fuhrmann (de)      |
| 1990-1993 | Pas organisé           | Pas organisé             | Pas organisé             |
| 1994      | Ralf Koldewitz         | Uwe Stoltze              | Thomas Liese             |
| 1995      | Timo Scholz            | Falk Boden               | Danilo Hondo             |
| 1996      | Dirk Müller            | Raphael Schweda          | Michael Schlickau (de)   |
| 1997      | Martin Müller          | Thomas Liese             | Stephan Gottschling (de) |
| 1998      | Jürgen Werner          | Thomas Liese             | Andre Kalfalck           |
| 1999      | Thomas Heidrich        | Timo Scholz              | Heiko Szonn              |
| 2000      | Thomas Heidrich        | Benjamin Minow           | Udo Müller               |
| 2001      | Fabian Wegmann         | Björn Schröder           | David Kopp               |
| 2002      | Eric Baumann           | Mathias Jelitto          | Falk Dworatzek           |
| 2003      | Sven Krauss            | Jochen Rochau            | Linus Gerdemann          |
| 2004      | Linus Gerdemann        | Marcel Sieberg           | Carlo Westphal           |
| 2005      | Carlo Westphal         | Stefan Schäfer           | Robert Bengsch           |
| 2006      | Dominik Roels          | Sebastian Frey           | Sebastian Schwager       |
| 2007      | Michael Franzl (de)    | Dominik Roels            | Nico Graf (de)           |
| 2008      | Simon Geschke          | Mathias Belka (de)       | Jonas Schmeiser          |
| 2009      | John Degenkolb         | Sebastian Hans (de)      | Martin Gründer (de)      |
| 2010      | Maximilian May (de)    | John Degenkolb           | Jacob Fiedler (de)       |
| 2011      | Michel Koch            | Theo Reinhardt           | Nikias Arndt             |
| 2012      | Christopher Hatz       | Max Walsleben            | Alexander Krieger        |
| 2013      | Yannick Mayer          | Arne Egner               | Matthias Plarre          |
| 2014      | Marcel Fischer         | Sven Forberger           | Felix Donath             |
| 2015      | Marcel Fischer         | Jonas Koch               | Fabian Schormair         |
| 2016      | Raphael Freienstein    | Jan Tschernoster         | Marcel Fischer           |
| 2017      | Raphael Freienstein    | Roger Kluge              | Marcel Fischer           |
| 2018      | Mario Vogt             | Jan Tschernoster         | Simon Laib               |
| 2019      | John Mandrysch         | Dominik Röber            | Jonas Rutsch             |
| 2020      | Annulé                 | Annulé                   | Annulé                   |
| 2021      | Tom Lindner            | Luca Dreßler             | Dominik Röber            |
| 2022      | Jan Hugger             | Patrick Reißig           | Jannis Peter             |
| 2023      | Pierre-Pascal Keup     | Dominik Bauer            | Tobias Nolde             |
| 2024      | Vincent John           | Tjalle de Bruin          | Fausto Valentin Penna    |
| 2025      | Johannes Adamietz      | Ole Theiler              | Julian Borresch          |